# Distretto di Nishikanbara
Il distretto di Nishikanbara (西蒲原郡, Nishikanbara-gun?) è uno dei distretti della prefettura di Niigata, in Giappone.
Attualmente fa parte del distretto solo il comune di Yahiko.
| Controllo di autorità | VIAF (EN) 158311225 · LCCN (EN) n83038146 · J9U (EN, HE) 987007536501005171 · NDL (EN, JA) 00638516 |